# Цветан Петров (инженер)
 Тази статия е за инженера.  За революционера вижте Цветан Петров (революционер).  
Цветан Стефанов Петров (Цинцарски) е български радиоелектронен инженер, специалист по електронноизчислителна техника и любител краевед с 2 публикувани книги.

## Биография
Цветан Петров е роден на 26 декември 1940 г. в село Долна Гнойница (сега Михайлово, област Враца). Завършва гимназия в Монтана и електроинженерство във факултет „Радиоелектроника“ на ВМЕИ „Ленин“ в София.
Петров е от поколението български инженери, работили за развитието на електрониката в България. Те в много кратък срок трябва да овладеят новостите в радиоелектрониката и да преминат от технологията на обемен монтаж и електронни лампи към печатен монтаж на електронната апаратура, използване на нови схемни решения с внедряване на полупроводникови елементи, а по-късно и на интегрални схеми на базата на постиженията в микроелектрониката. Започва работа в края на 60-те години в Завод за изчислителна техника – София (ЗИТ) по внедряването и производството на първата серийно произвеждана в България електронноизчислителна машина ЗИТ-151, по лиценз на Facom – Япония. ЗИТ-151 е изпълнена изключително с полупроводникови прибори – транзистори и диоди. Година по-късно участва във внедряването и производството на ЕИМ от единната система за социалистическия лагер ЕС 1020, която е от по-ново поколение и е изградена с интегрални схеми с ниска степен на интеграция. През 1980 г. в ЗИТ се усвоява и производството на ЗИТ 500Т и ЗИТ 500М – системи за цифрово-програмно управление (ЦПУ) за металорежещи машини по лиценз на японската фирма Fanuc (съответно фирмените изделия Fanuc 5T и Fanuc 5M). И двете електронни управления се внедряват в металорежещите машини, произвеждани от заводите на ДСО „ЗММ“. Петров работи по внедряването и техническото обслужване на ЦПУ в заводите на ДСО „ЗММ“, където след продължителна работа като заместник-директор и директор в предприятия от машиностроенето, се пенсионира през 2002 година като изпълнителен директор на Институт за металорежещи машини и инструменти АД – (ИММИ), София.
След пенсионирането си Петров, в съавторство със Захари Илчев, подготвя краеведско изследване за родния си край и през 2006 г. издава книгата „Разказ за Михайлово“. Изследванията си върху родовите връзки на фамилиите в родното му село от заселването до днес публикува през 2008 г. под заглавието „Родове от село Михайлово“.

## Публикации
- (със Захари Илчев) Разказ за Михайлово. В. Търново, ПИК, 2006, 294 с. ISBN 954-736-139-2
- Родове от село Михайлово. В. Търново, ПИК, 2008, 387 с. ISBN 978-954-736-187-4